# Worcester (Sudáfrica)
Worcester, Sudáfrica es una ciudad situada a unos 120 km de Ciudad del Cabo, en el valle del río Breede.
Fundada en 1820 tras la unión de dos granjas, Roodewal y Langerug, y llamada así en honor del Marqués de Worcester, hermano de Lord Charles Somerset.

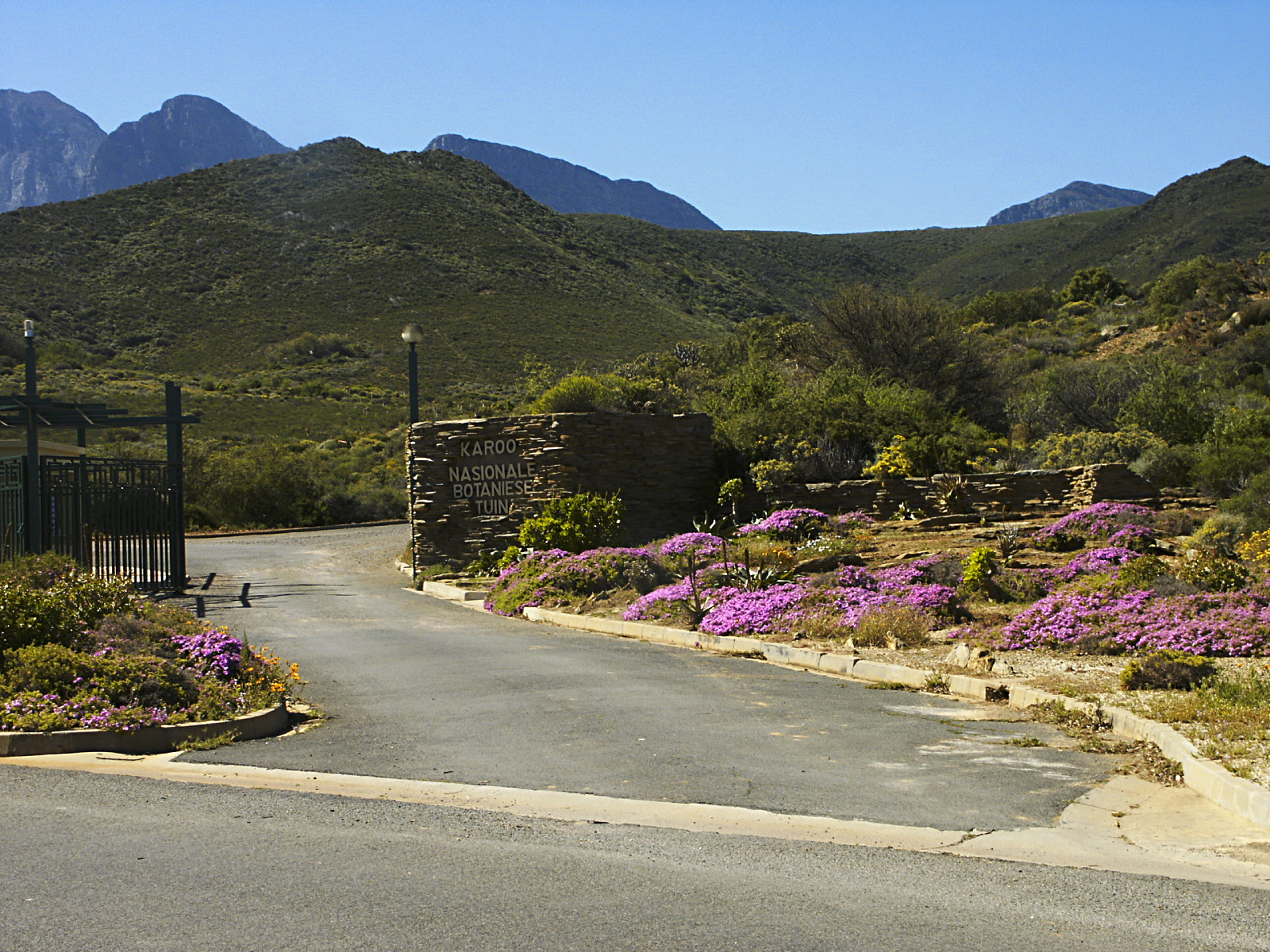
Karoo Desert National Jardín botánico
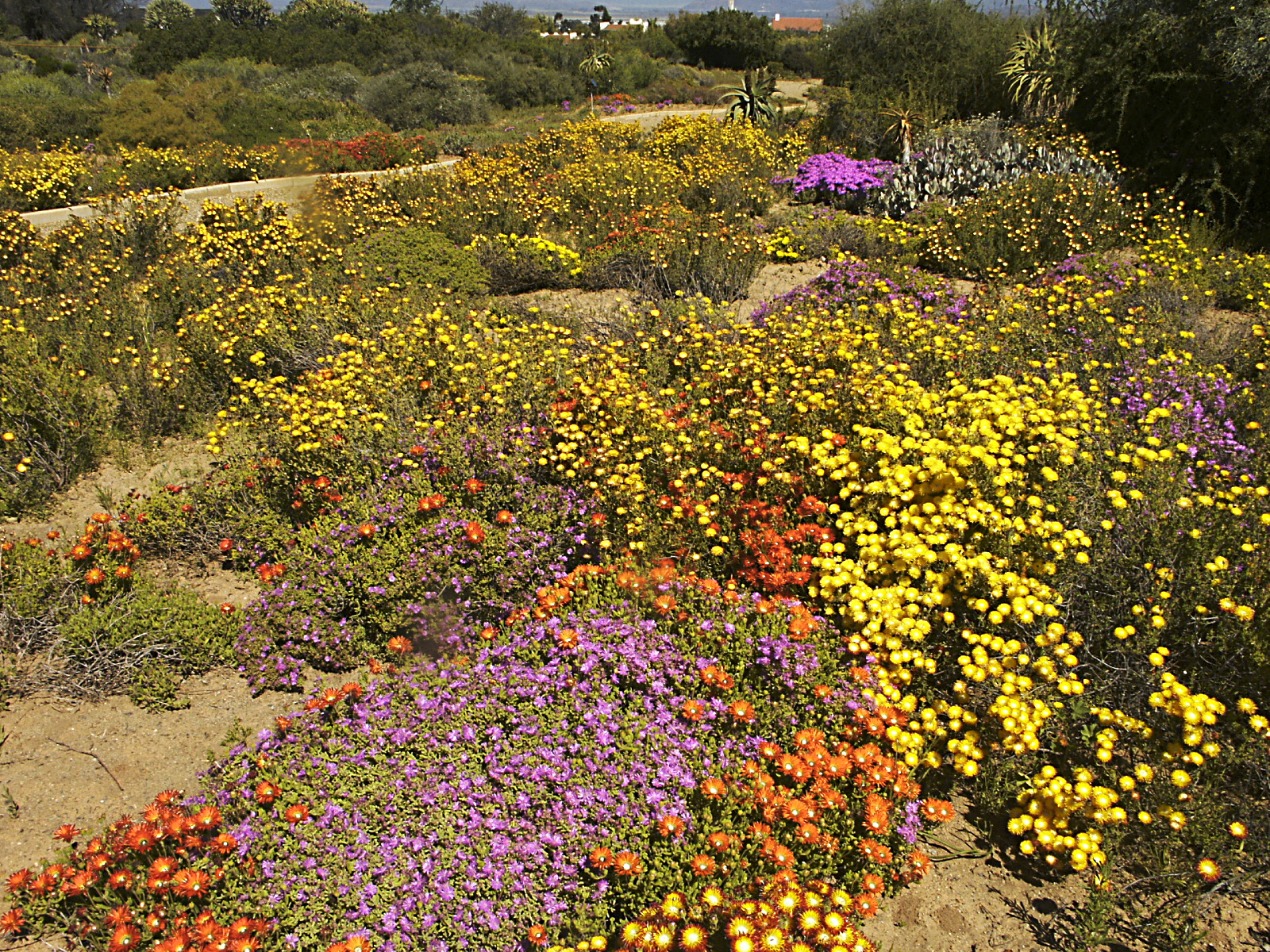
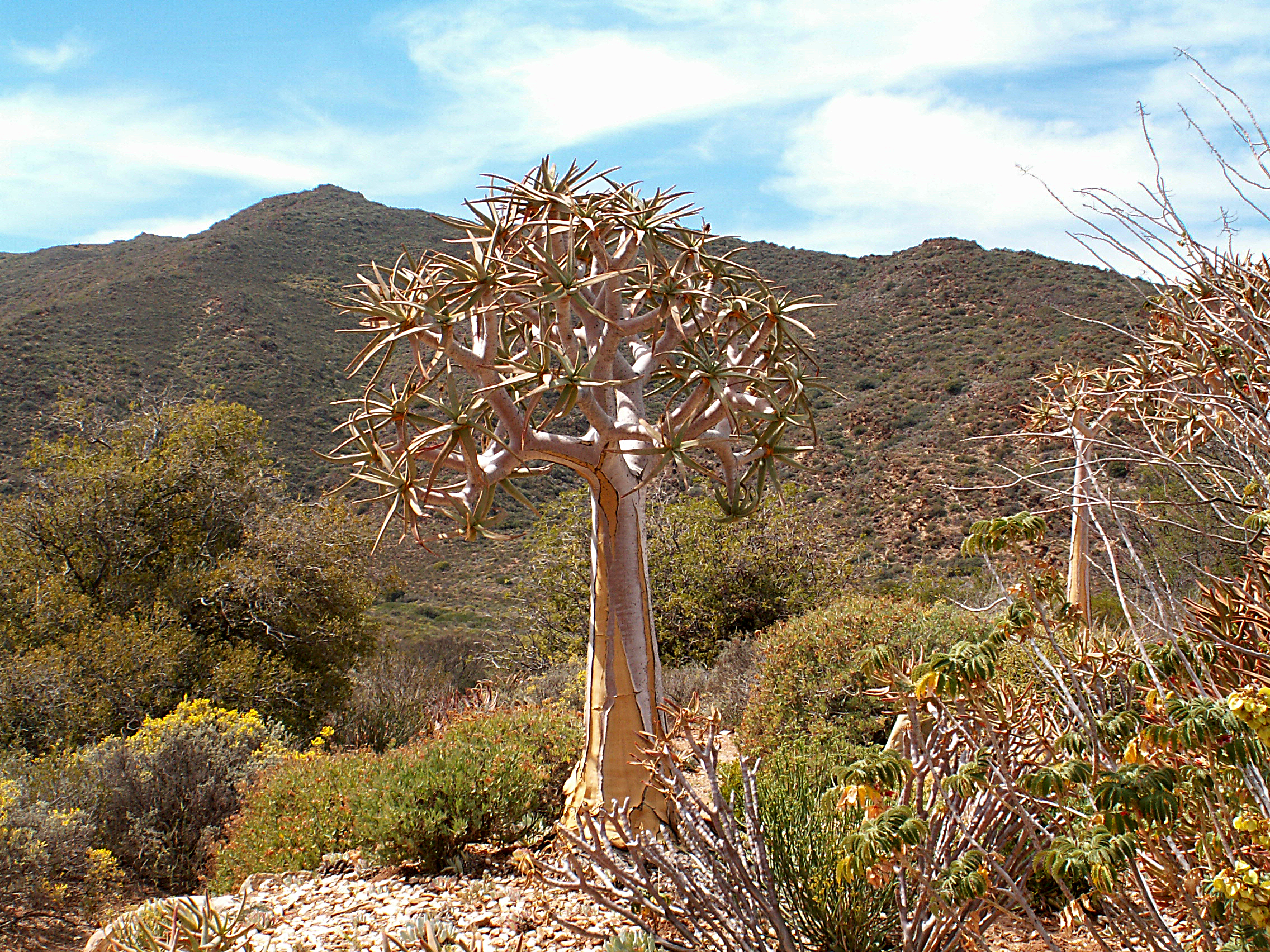